# Rosiers-de-Juillac
Rosiers-de-Juillac – miejscowość i gmina we Francji, w regionie Nowa Akwitania, w departamencie Corrèze.
Według danych na rok 1990 gminę zamieszkiwało 200 osób, a gęstość zaludnienia wynosiła 20 osób/km² (wśród 747 gmin Limousin Rosiers-de-Juillac plasuje się na 431. miejscu pod względem liczby ludności, natomiast pod względem powierzchni na miejscu 557.).